# Arqueologia bíblica
A arqueologia bíblica é um ramo da arqueologia especializado em estudos dos restos materiais relacionados direta ou indiretamente com os relatos bíblicos e com a história das religiões judaico-cristãs. A região mais estudada pela arqueologia bíblica, na perspectiva ocidental, é a denominada Terra Santa, localizada no Médio Oriente.
Os principais elementos desta ciência arqueológica são, em sua maioria, referências teológicas e religiosas, sendo considerada uma ciência em toda a sua dimensão metodológica. Assim como se dá com os registros históricos de outras civilizações, os manuscritos descobertos devem ser comparados com outras sociedades contemporâneas da Europa, Mesopotâmia e África.
As técnicas científicas empregadas são as mesmas da arqueologia em geral, com escavações e datação radiométrica, entre outras. Em contraste, a arqueologia do antigo Médio Oriente é mais ampla e generalizada, tratando simplesmente do Antigo Oriente sem tentar estabelecer uma relação específica entre as descobertas e a Bíblia.

## A alta crítica
A historicidade e autenticidade dos registros bíblicos tem sido alvo de controvérsia por parte de estudiosos críticos, cuja forma de pensar é usualmente chamada de alta crítica. Nestes estudos junto com a crítica textual, várias vezes são proferidas declarações polémicas sobre o que a autoridade escriturística exige e o que ela implica. Este ceticismo em relação à confiabilidade das Escrituras iniciou-se no século XIX e subsiste em muitos círculos acadêmicos. Esta alta crítica acabou por incentivar pesquisas arqueológicas mais extensas por parte de muitos historiadores e arqueólogos. O principal objetivo da ciência arqueológica não é provar ou desacreditar a Bíblia em sentido teológico. Neste sentido, o artigo arqueologia bíblica se concentra primariamente em pesquisas e descobertas arqueológicas relacionadas com os relatos bíblicos. Ainda assim, a arqueologia bíblica é uma matéria de estudo polémica, com várias perspetivas sobre qual o seu propósito e as suas metas. Analisando os comentários de historiadores e de destacados arqueólogos, podem encontrar-se os mais variados pontos de vista.

## A arqueologia

O estandarte de Ur: A «Cara da Guerra». Descoberto por Leonard Woolley nos anos 1920, encontra-se atualmente no Museu Britânico de Londres

Para compreender plenamente o objetivo da arqueologia bíblica é necessário entender a arqueologia como método científico e a Bíblia como objeto de investigação.
A arqueologia é ao mesmo tempo técnica e ciência. Como técnica, busca os restos materiais das civilizações antigas e trata de reconstruir, na medida do possível, o ambiente e as civilizações de uma ou várias épocas históricas. Trata-se de uma ciência moderna, ainda considerada recente, com apenas duzentos anos.
Poder-se-ia pensar que a arqueologia tende a omitir os dados oferecidos pelas religiões e por muitos sistemas filosóficos. No entanto, além dos artefatos e locais arqueológicos tais como lugares de culto, relíquias e outros elementos de ordem sagrada bem como outros objetos cientificamente observáveis, existem aspectos que são igualmente importantes para a investigação científica arqueológica. Entre estes estão conceitos imateriais como os ritos, livros sagrados e a cultura. O mito é usualmente utilizado na arqueologia e na história como uma pista da verdade que poderá esconder. Esta nova percepção contemporânea do mito motivou a ciência arqueológica a buscar novos dados nos territórios descritos nos relatos bíblicos.

## Campo de estudo

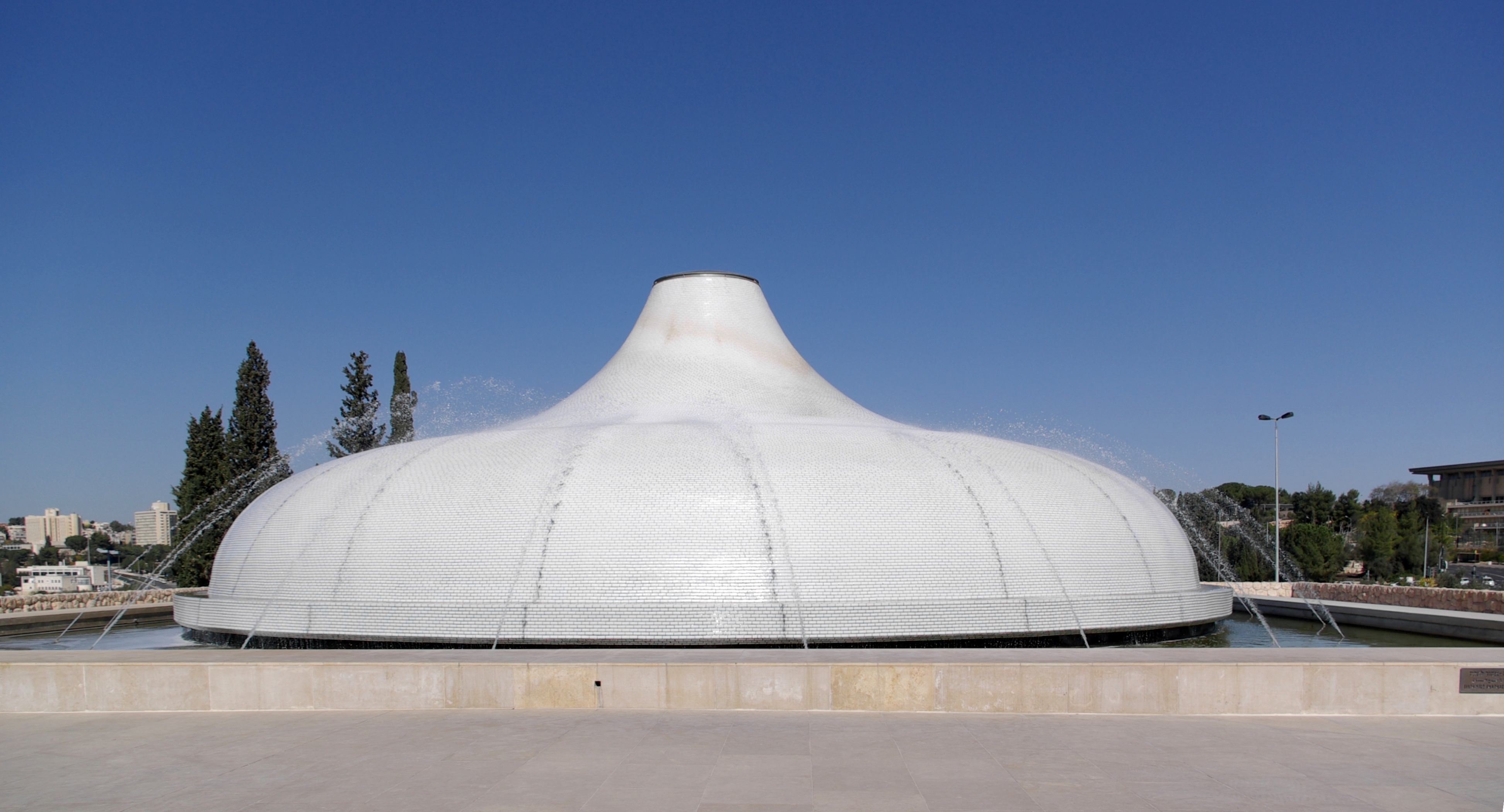
Museu de Israel, em Jerusalém, conserva tesouros apreciados para a investigação e a exploração científica e bíblica

A arqueologia bíblica é a disciplina que se ocupa da recuperação e investigação científica dos restos materiais de culturas passadas que podem iluminar os períodos e descrições da Bíblia. Usa-se como base de tempo, um amplo período entre o ano 2 000 a.C. e 100 d.C. Outros preferem falar de arqueologia da Palestina, referindo-se aos territórios situados ao leste e oeste do Rio Jordão. Esta designação expressa o facto da arqueologia bíblica estar especialmente circunscrita aos territórios que serviram de cenário aos relatos bíblicos.
A função da arqueologia bíblica não é confirmar ou desmentir os eventos bíblicos, nem pretende influenciar determinadas doutrinas teológicas, tal como a da salvação. Limita-se ao plano científico e não entra no terreno da fé. Ainda assim, alguns resultados da arqueologia bíblica podem e têm contribuído para:
- Aumentar o conhecimento sobre alguns dados históricos descritos nos relatos bíblicos envolvendo governantes, personagens, batalhas e cidades.
- Descrever alguns detalhes concretos referidos nos livros bíblicos tais como o Túnel de Ezequias, a piscina de Siloé, o Gólgota, entre outros.
- Fornecer dados que prestam uma ajuda fundamental aos estudos exegéticos.

## Espaço
O espaço geográfico da arqueologia bíblica envolve as terras bíblicas chamadas, no sentido religioso, de "Terra Santa". Assim sendo, os trabalhos de pesquisa centralizam-se especialmente em Israel, Palestina e Jordânia. Também existem outros cenários mencionados pelos relatos bíblicos com grande importância tais como o Egito, Assíria, Síria, Mesopotâmia e o Império Aquemênida. Outras regiões como a Ásia Menor, Macedônia, Grécia e Roma estão particularmente relacionadas com os relatos do Novo Testamento.

## Tempo

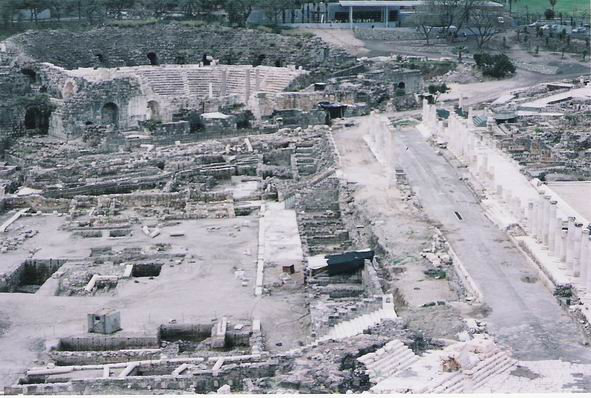
O Médio Oriente — cenário de acontecimentos que inspiraram os escritores bíblicos

Da mesma maneira que os critérios de espaço variam segundo os diversos pontos de vista de autores diferentes, o mesmo acontece com os critérios do tempo, ou seja, do período temporal sobre o qual as pesquisas devem incidir. Peter Kaswalder, professor de arqueologia do Antigo Testamento em Jerusalém, define esse tempo como um período que vai desde o século IX a.C., que corresponde às primeiras datações de Jericó, até o ano 700 que marca o início das invasões muçulmanas. Este período de tempo é muito discutido por alguns autores. Um segundo período ainda maior e também referido nos relatos bíblicos tem início na Idade do Bronze, por volta do ano 2 000 a.C. que corresponde desde os Patriarcas (Abraão, Isaque e Jacó), até finais do século I, com a morte do último apóstolo, João, o Evangelista, e o fim da chamada Igreja Apostólica. Estes termos, igreja primitiva ou dos apóstolos, refere-se à época de vida das primeiras pessoas que se identificavam como cristãs, tempo em que teriam vivido os apóstolos de Jesus, incluindo Paulo de Tarso. Este período apostólico terminou com a morte de João, o Evangelista, numa data desconhecida que se presume rondar o ano 110.

## História
A história da arqueologia bíblica é tão recente como a da arqueologia em geral. O seu desenvolvimento despontou com a descoberta de achados de primeira importância para a mesma. Alistam-se em seguida alguns dos achados arqueológicos bíblicos mais importantes das últimas décadas segundo a compilação do Centro de Estudos Ratisbonne de Jerusalém.

### Algumas descobertas relevantes

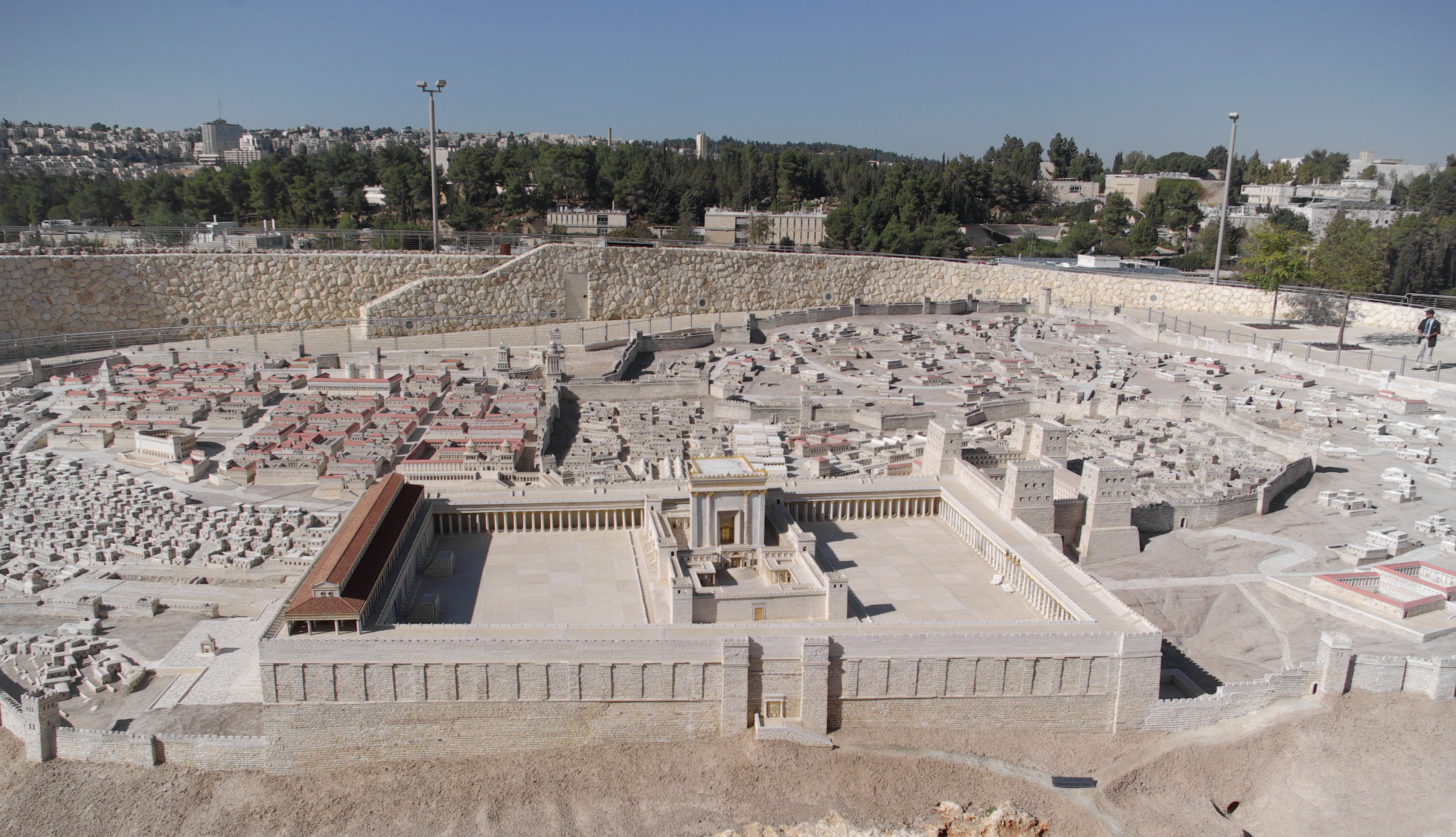
Uma reconstrução de Jerusalém do século I, possivelmente graças à arqueologia Bíblica

- O Papiro P52:[12]

O Papyrus P52 da Biblioteca de Rylands é o texto mais antigo que se conhece do Novo Testamento. Foi descoberto em 1920, no deserto do Médio Egito, e tornou-se público em 1935.
- As cavernas de Qumrán[14] descobertas em 1947 por beduínos e cujas escavações iniciaram-se em 1950.
- Entre 1962 e 1963 foi encontrado o papiro[15] de Wadi Daliyyat, conhecido por Papiro de Samaria, da época persa.
- Em 1964 foi descoberto o Papiro de Ketej-Jericó da época persa-helenística.[16]
- Em 1991, foi descoberta a chamada Tumba de Caifás[17]
- Em 1993 foi descoberta a Estela de Tel Dã:Trata-se duma pedra de basalto escuro que menciona a "Casa de David", com a inscrição bytdwd, (byt casa dwd David).[18]
- Em 1996 foi descoberta a inscrição de Ecrom (Tel Mikné) contendo o nome da cidade filisteia de Ecrom e uma lista dos seus reis.
- Em 1997, foi descoberto o antigo monastério de Katisma.
- Em 1998, foi descoberta a sinagoga de Jericó datada do ano 75 a.C. (Ehud Netzer).
- Em 2001 foi descoberta a Estela de Joás, rei de Judá.[19]
- Em 2002 A Urna de Tiago, objeto de polêmica desde o seu descobrimento, após muita batalha judicial, de muitas análises e pareceres dos especialistas, foi finalmente reconhecida como legitima (o "Tiago" é identificado como sendo Tiago, irmão de Jesus).[20]
- Em 2007, foi encontrado o túmulo de Herodes.

A arqueologia bíblica é também objeto de célebres falsificações motivadas por múltiplos interesses. Uma das mais conhecidas surgiu em 2002 quando se publicou o suposto achado de um túmulo (ossário) com uma inscrição que dizia "Tiago, filho de José e irmão de Jesus". Na realidade, o artefacto havia sido construído apenas vinte anos antes, portanto numa época muitíssimo posterior. As características do objeto encontrado não correspondiam ao padrão do século I, revelando a sua falsidade e expondo as estranhas circunstâncias relacionadas com a sua posse e descoberta.

### Etapas da arqueologia bíblica
O desenvolvimento da arqueologia bíblica tem sido marcado por diferentes períodos da história da humanidade, entre os quais se referem os seguintes:
- Antiguidade: Ainda que se considere a arqueologia como uma ciência moderna, é necessário reconhecer que muitos autores, ao longo da história, têm contribuído com documentos valiosos que são hoje elementos de trabalho imprescindíveis. Entre muitos destes elos históricos, os mais importantes são Flávio Josefo, Orígenes, Eusébio de Cesareia e o Diário de Egéria.
- Mandato Britânico da Palestina: As primeiras explorações arqueológicas começaram no século XIX, primeiro por parte de europeus e depois por israelenses (ou israelitas, em português europeu). Nessa época, um dos arqueólogos bíblicos de renome foi Edward Robinson que encontrou várias cidades antigas. Em 1865, patrocinado pela Rainha Victoria, surgiu o Fundo para a Exploração da Palestina (Palestine Exploration Fund).[22] Em 1867, realizaram-se importantes trabalhos ao redor do Templo de Jerusalém por parte de Charles Warren e Charles Wilson. Em 1870 fundaram a Sociedade Americana de Exploração da Palestina (American Palestine Exploration Society).[23] Um jovem francês de apenas 21 anos, Charles Clermont-Ganneau, chegou à Terra Santa para estudar inscrições notáveis, tais como a Estela de Mesha na Jordânia e a inscrição do Templo de Jerusalém. Em 1890 entraria em cena outro génio, que passaria para a história como o "pai da arqueologia palestina", Sir Flinder Petrie, que lançou as bases para uma exploração metodológica e deu uma grande colaboração em tornar a análise da cerâmica numa importante pista arqueológica. Em 1889, os dominicanos abriram em Jerusalém um centro de estudos que chegou a ocupar um plano de primeira ordem na arqueologia bíblica, a École Biblique et Archéologique Française[24] (Escola Bíblica e Arqueológica Francesa), na qual se destacaram M. J. Lagrance e L. H. Vincent. Guilherme II da Alemanha inaugurou em 1898 a Deutsche Orient-Gesellschaft que contribuiu para o progresso arqueológico como uma disciplina emergente e entusiasta ainda que, naquela fase inicial, as investigações estivessem dirigidas apenas a demonstrações de passagens bíblicas.
- Durante o domínio Britânico da Palestina (1922 - 1948): A investigação e exploração da Terra Santa aumentou consideravelmente neste período que veio a ser grandemente influenciado pela genialidade de pesquisadores como William Foxwell Albright, George Ernest Wright, C. S. Fischer, os jesuítas, os dominicanos e muitos outros. Esta época de tanta actividade e avanço para a arqueologia bíblica encerrou com chave de ouro, a descoberta de Qumrán em 1947, cujas escavações foram dirigidas, em especial, pelo francês Roland de Vaux.[25]
- Depois do domínio Britânico: O ano de 1948 marcou o início de uma nova época política e social para Terra Santa com a fundação do Estado de Israel. Com isso, entraram em cena os arqueólogos israelenses. Numa primeira fase, as escavações iniciaram-se especialmente no território de Israel mas, depois da Guerra dos Seis Dias, estenderam-se também aos territórios ocupados da Judeia e Samaria. Destaca-se o nome de Kathleen Kenyon,[26] que dirigiu as escavações de Jericó e de Jerusalém. Chrystall Bennet conduziu as escavações de Petra e da cidadela de Amã. Destacam-se ainda os museus arqueológicos dos franciscanos e dos dominicanos de Jerusalém.

## Escolas arqueológicas
A arqueologia bíblica é matéria de permanente debate. Um dos assuntos de maior disputa tem sido o período da História do antigo Reino de Israel. Também, de um modo geral, a historicidade da Bíblia tornou-se motivo de controvérsias, dividindo os estudiosos em diferentes correntes ou escolas de pensamento, tais como o minimalismo e maximalismo. Também, o método não-histórico de ler a Bíblia difere da sua tradicional leitura religiosa.

### Minimalismo bíblico
O minimalismo bíblico, segundo a chamada Escola de Copenhague ou Copenhaga, enfatiza que a Bíblia deve ser lida e analisada, no seu todo, como um conjunto de narrativas e não como uma detalhada coleção histórica da pré-história do Médio Oriente. Em 1968, Niels Peter Lemche e Heike Friis escreveram ensaios nos quais efetuaram uma revisão completa do modo de se ler a Bíblia por forma a tirar conclusões históricas dela.
G. Garbini, com a sua História e ideologia do Israel antigo, T.L. Thompson com a sua "História antiga dos israelitas: de fontes escritas e arqueológicas" e P.R. Davies com a sua obra "Em busca do "Antigo Israel", construíram as bases do que se considera ser o minimalismo bíblico. Davies, por exemplo, afirma que o Israel histórico só pode ser encontrado nos restos arqueológicos, sendo que o Israel bíblico se percebe somente nas Escrituras e o Israel antigo numa amálgama de ambos. Thomson e Davies vêem o Antigo Testamento como uma criação imaginária de uma minoritária comunidade de judeus em Jerusalém depois do período descrito na Bíblia como o retorno do Cativeiro de Babilônia (após 539 a.C. em diante). Para esta escola de pensamento, nenhum dos primitivos relatos bíblicos tem solidez histórica e só alguns dos mais recentes possuem fragmentos de uma genuína memória, sendo estes eventos os únicos apoiados pelas descobertas arqueológicas. Em consequência, os relatos acerca dos patriarcas bíblicos são tidos como ficção, assim como as Tribos de Israel, que nunca teriam existido, tampouco os reis David e Saul ou a unidade da monarquia de David e Salomão.

### Maximalismo bíblico
O termo "maximalismo" pode gerar confusão, visto que alguns o relacionam com a "infalibilidade bíblica", doutrina que sustenta que a Bíblia é sem erro desde a sua forma original, o que inclui os trechos que abordam temáticas históricas e científicas. Alguns associam todos os maximalistas com essa doutrina. A maioria dos maximalistas bíblicos aceita as descobertas da arqueologia e os modernos estudos bíblicos, no entanto, sustentam que todo o conjunto de relatos bíblicos são na realidade referências históricas sendo que os mais recentes livros possuem maior solidez histórica que os mais primitivos.
A arqueologia marca eras históricas e reinos, modos de vida e comércio, crenças e estruturas sociais. No entanto, apenas em pouquíssimos relatos, os estudos arqueológicos apresentam informações sobre famílias individuais não sendo possível, portanto, esperar tais elos a partir da arqueologia. Por exemplo, atualmente não se espera que a arqueologia apresente qualquer prova que assegure ou negue a existência dos patriarcas.
Os maximalistas estão divididos quanto a alguns temas:
- Uns sustentam que os patriarcas foram na realidade personagens históricos apesar dos relatos bíblicos sobre eles não serem sempre precisos, mesmo num sentido amplo.
- Outros afirmam que alguns ou até mesmo todos os patriarcas podem ser classificados como personagens fictícios que terão uma pequena relação com distantes personagens históricos.

Os maximalistas bíblicos estão de acordo que as doze tribos de Israel existiram, mesmo que isso não signifique necessariamente que os relatos bíblicos sobre elas correspondam à realidade histórica. Também estão de acordo com a existência de grandes figuras como David, Saul, Salomão, a monarquia do Reino de Israel e Jesus.

## Sítios arqueológicos

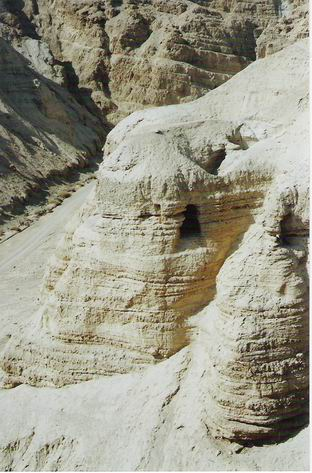
As Cavernas de Qumrán onde encontraram o sítio arqueológico bíblico mais importante de todos os tempos, no vale do Mar Morto

Na atualidade, os territórios bíblicos estão cheios de escavações, sítios arqueológicos e museus abertos ao público em geral. Entre os mais destacados podem-se encontrar:
- A Igreja do Santo Sepulcro:[30]

Um complexo de sítios que compreende o alegado túmulo de Jesus e o Calvário.
Sua identificação leva em conta achados arqueológicos, mas baseia-se na maior parte em tradição do século IV, devido a evidências de tumbas judaicas, artefatos romanos, construções constantinas e influências otomanas. A identificação continua sendo conjetura.
- O Museu Israel:[33]

Reúne objetos de valor universal, para estudos bíblicos, a história e pré-história do chamado Oriente Médio. Este museu é conhecido como um dos mais importantes museus relacionados à arqueologia bíblica.
- Túnel de Ezequias:[35]

Passando por baixo da Cidade Antiga de Jerusalém e seus Muros, é um dos elementos declarados na bíblia tanto nas Escrituras Hebraicas como nas Escrituras Gregas Cristãs.
- O Barco da Galileia:[37][38][39]

Em 1986, um dos últimos achados foi um barco enterrado perto do Mar da Galileia, perto da antiga Cafarnaum e com surpresa, datado do século I, portanto do tempo de Jesus. Por esta razão, "O barco da Galileia" tem sido chamado de "O Barco de Pedro", porque se permite ter uma ideia do tipo de navios que os pescadores que conheceram Jesus, usavam. O barco da Galileia mede cerca de 8 metros de comprimento e 2,3 metros de largura.
- Qumrán:[41]

Para muitos, este é um dos achados mais importantes de todos os tempos. Embora haja controvérsias se teria sido o local de uma seita judaica (essênios), com ruínas de um possível mosteiro, estas cavernas são de grande importância para a arqueologia bíblica, devido ao grande número de achados, como papiros, códices da Tanaque, do Novo Testamento, e muitos outros elementos para a história dos estudos bíblicos.

### Construções bíblicas confirmadas
- A cidade de Gibeão .[43]
- O Túnel de Ezequias:[44]

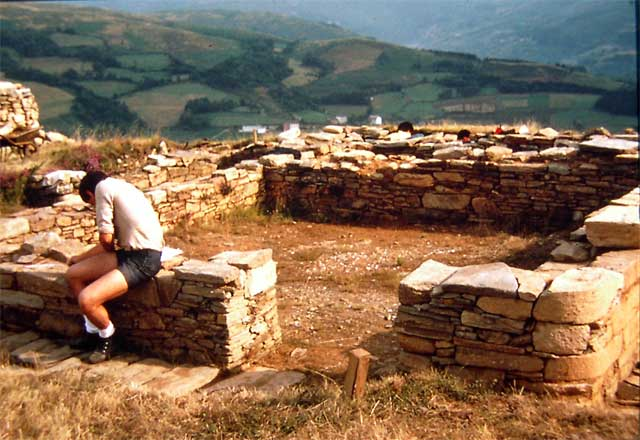
Escavação arqueológica

  - Um túnel de 533 metros foi construído para prover a Jerusalém, água subterrânea, em prevenção da invasão assíria de 701 a.C.[45]
- As Muralhas de Jericó:[9]
  - Uma destruição das "Muralhas de Jericó" data aproximada do ano 1 550 a.C., tendo como a causa um cerco ou um sismo no contexto de extrato denominado Destrucción Ciudad IV. Existem discussões sobre se a dita destruição corresponde à descrição bíblica ou não. De acordo com o relato bíblico, os israelitas destruíram a cidade depois que suas muralhas caíram, por volta de 1 407 a.C. As escavações de John Garstang,[46] em 1930, datam a destruição de Jericó em 1 400 a.C., mas após escavações de Kathleen Kenyon, em 1950, a datação foi de 1 550 a.C. Bryant G. Wood crítico do trabalho de Kenyon, observou ambiguidades nas investigações com o carbono 14 que deram como resultado o ano de 1 410 a.C. com 40 anos de diferença. Assim, Wood confirmou as conclusões de Garstang. Infelizmente, a dita prova de carbono teria sido resultado de uma má calibração. Em 1995, Hendrik J. Bruins e Johannes van der Plicht utilizaram uma prova de radiocarbono de alta precisão para 18 amostras de Jericó, incluindo seis amostras de cereal carbonizado, que deram como resultado uma antiguidade superior – 1 562 a.C., com uma margem de 38 anos[47]
- O Segundo Templo:
  - Confirmado pelo parecer ocidental. Construído por Herodes, o Grande;
- A Rampa do sitio de Laquis:[48]
  - A cidade de Laquis foi capturada pelo rei assírio Senaqueribe em 701 a.C.[49]
- O Reservatório de Siloé:[50]
  - Uma piscina, ao sudeste das muralhas da cidade, e receptora das águas do Túnel de Ezequias.[51]
- O Templo de Siquém,:[52] Mencionado em Juízes capítulo 9.
  - Em 1910, arqueólogos encontraram ali cacos de cerâmica com inscrições, registrando despachos de vinho e de azeite de oliva e pagamento de impostos. Mas muitos dos nomes próprios inscritos neles continham o componente bá•al (Baal). Os arqueólogos também descobriram fragmentos em painéis de marfim.[53]

- Túmulos:

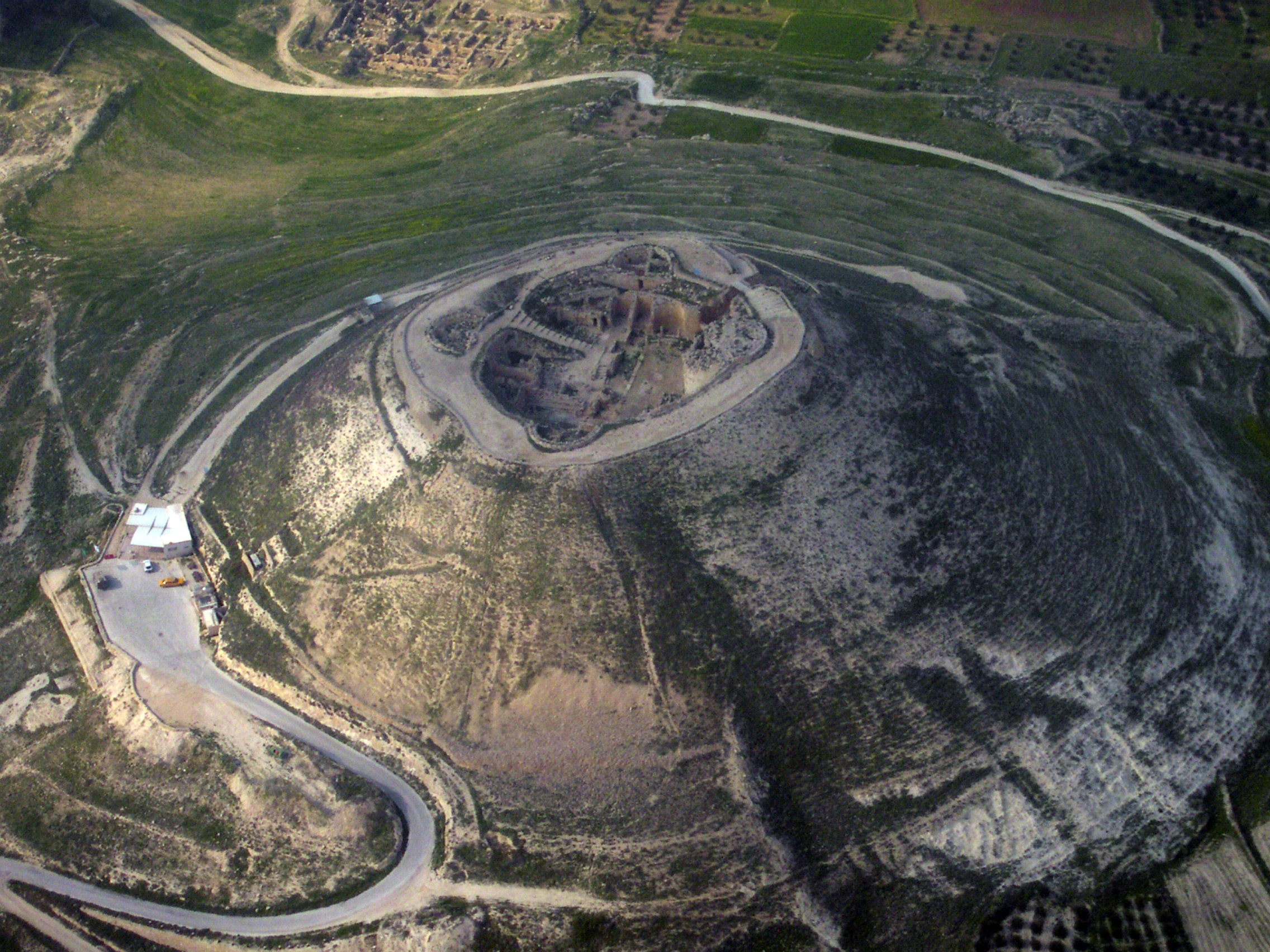
Foto aérea do Heródio onde se localiza a Tumba de Herodes

  - No Iraque, o arqueólogo Sir Leonard Wooley descobriu 16 túmulos de reis no cemitério da antiga Ur[54] foi uma extraordinária descoberta "A riqueza nesses túmulos, que continua sem igual na arqueologia mesopotâmica, incluía algumas das mais famosas peças da arte sumeriana que agora embelezam as salas do ‘’Museu Britânico e do Museu da Universidade da Pensilvânia".[55]
  - Dezenove túmulos localizados ao ocidente de Jerusalém têm sido datados sem dúvida, ao tempo da Monarquia da Judeia, mas é possível que representem sítios em memória dos reis mencionados em II Crônicas 16:14; 21:19; 32:33 e no Livro de Jeremias 34:5.
- A Tumba de Herodes:[56]
  - Em Maio 2007, arqueólogos da Universidade Hebraica de Jerusalém anunciaram a descoberta da tumba onde teria sido enterrado o rei Herodes, o Grande, perto de Jerusalém. Herodes, que reinou no fim do século I a.C., teria vivido na época de Jesus. Foi enterrado em um mausoléu retangular de 2,5 metros de comprimento com um teto em forma de triângulo.[57]

## Objetos de escavações documentadas
- Estela de Merneptá:[58]

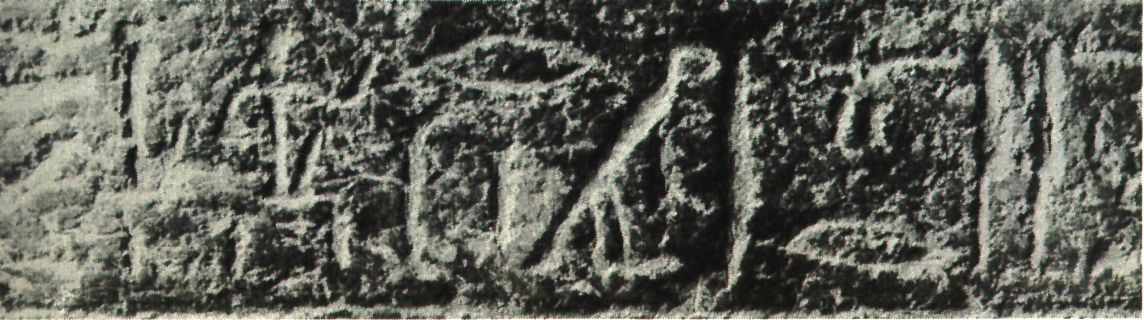
Fragmento da Estela de Merneptá: mencionando Israel

  - Contém a mais antiga referência por egípcios sobre os israelitas na terra de Canaã. Foi encontrada nas ruínas do templo funerário do faraó Merneptá (1 236 a 1 223 a.C.) em Tebas.

- A cidade de Ebla:[59]

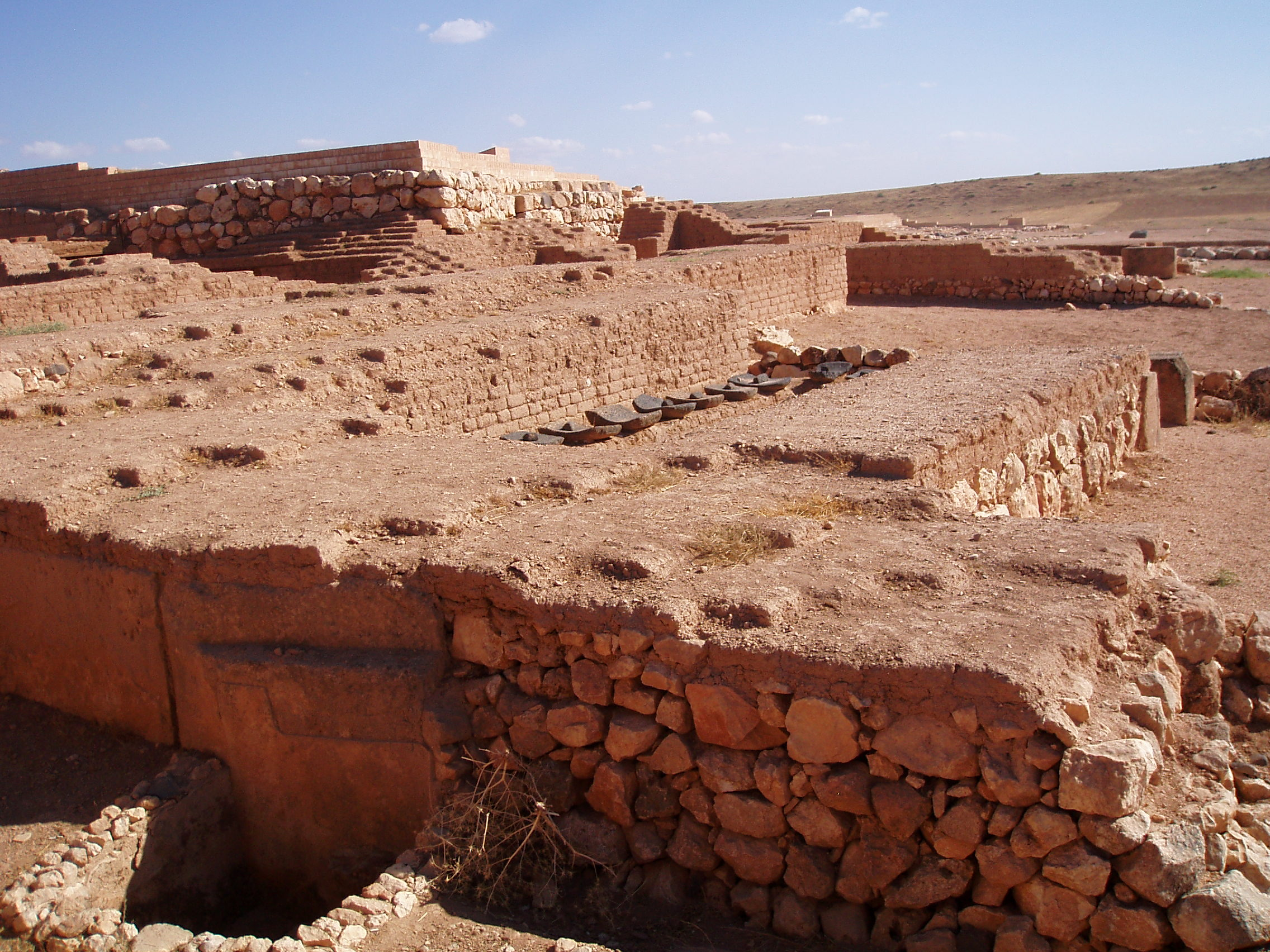
Ruínas de Ebla

  - Foi uma antiga cidade localizada no norte da Síria, cerca de 60 km, a sudoeste de Alepo. Foi uma importante cidade-estado em dois períodos: em inícios do Terceiro milênio a.C., e novamente entre 1 800 e 1 650 a.C. O lugar é atualmente conhecido como Tel Mardique, e é famoso principalmente pelas 15 000 tabuinhas ali encontradas. As tabuinhas cuneiformes, formam escritas datadas por volta de 2 250 a.C., em língua suméria e eblaíta; uma língua semítica até então desconhecida .[59][60]
  - Incluem arquivos cuneiformes de Ebla (Tel Mardique) que foram descobertos em 1975, com o nome de três personagens relacionados com os patriarcas bíblicos,[61] entre eles o de Ebrum, que alguns identificam com o patriarca bíblico Éber.[62]
- A inscrição de Ecron: 
  - Encontrada em 1993 em Tel Mique;

- O Cilindro de Ciro:[63]

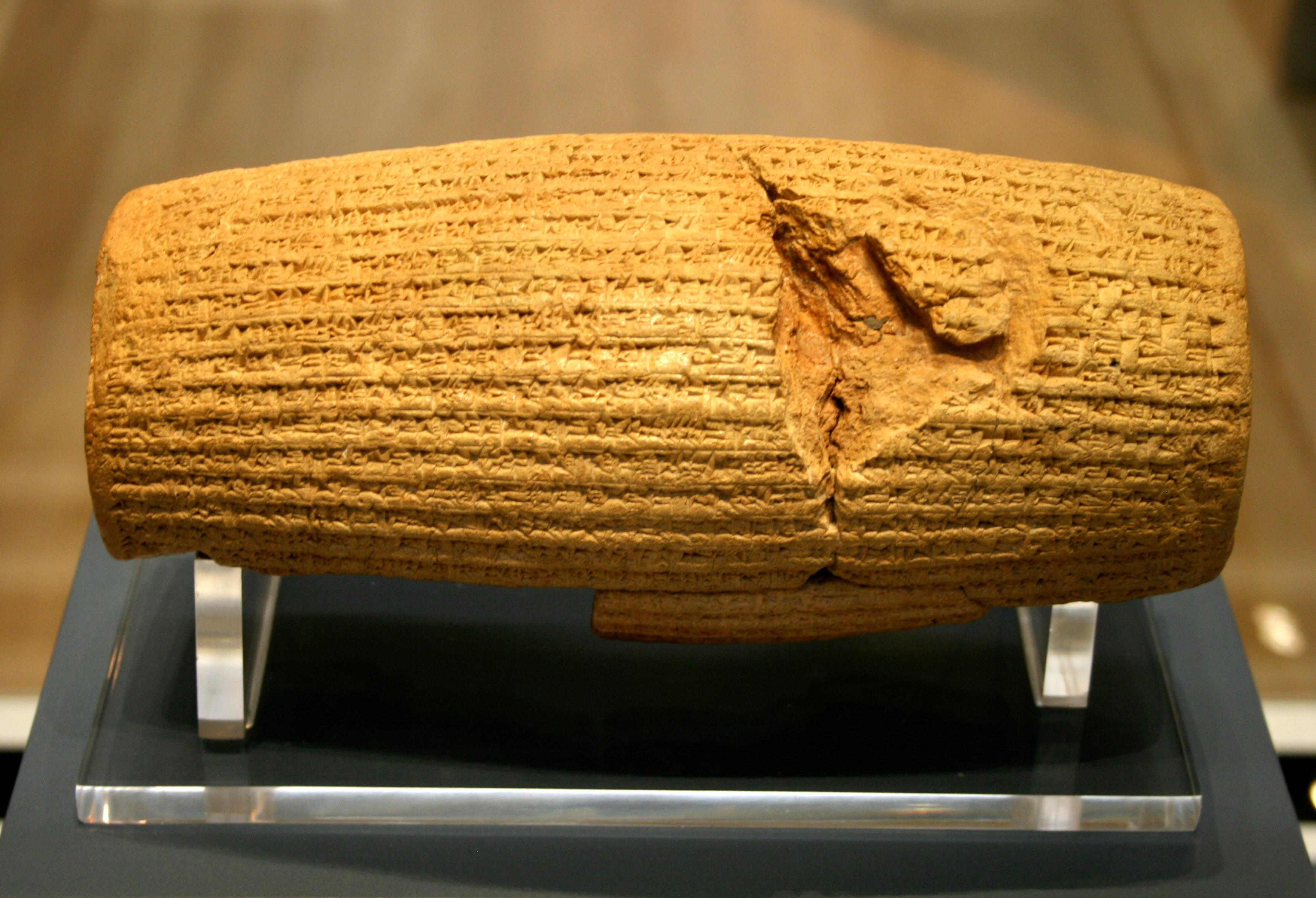
Cilindro de Ciro, Museu Britânico

  - O Cilindro de Ciro II é feito de argila, e registra um importante decreto do rei persa, encontra-se exposto no Museu Britânico, em Londres. A conquista de Babilônia, de um modo rápido e sem batalha pelo Império Aquemênida, descrita em Daniel 5:30-31, é confirmada no relato do Cilindro de Ciro.[64]
- O Cilindro de Nabonido:[65]
  - Trata-se de um cilindro de argila do rei Ciro, o Grande, conquistador de Babilônia. Foi encontrado no Templo de Samas em Sipar, perto de Bagdá. A conquista de Ciro é também descrita na Crônica de Nabonido.[66] Em escrita cuneiforme, na Língua acádia, encontra-se o nome de Belsazar como o filho de Nabonido, último rei de Babilônia. O Livro de Daniel capítulos 5, 7, e 8 menciona Belsazar como um rei conhecido; nota-se também que Belsazar oferece o terceiro lugar em seu reino como um grande prêmio.[67]
- O óstraco de Gate:
  - O óstraco (pedaços de cerâmica contendo escrita) de Gate, foi encontrada por A. Maeir quando realizava escavações em Tel es-Safi, 2005.
  - Texto inciso, de nove letras, que representa os nomes (אלות ולת) etimologicamente relacionados com Golias (גלית).
- Os textos de Balaão:
  - Tinta sobre gesso, encontrados em Deir ´Alla na Jordânia - (Números 22-24).
- Asas de vasilha GBON (גבען):
  - Foram recuperadas da piscina de Gibeão[68] e teriam algumas inscrições:
    - Algumas com a inscrição: "Hananiah" que pode ter relação com a pessoa mencionada em Jeremias 28:1.
    - Outros nomes inscritos são: Amariah, Azariah, Domla, Geder, Hananiah, Neri, Shebuel.
- O óstraco de Arade:
- Selo de Gemariah ben Shaphan:
  - Impresso em bula, foi encontrado durante as escavações de Yigal Shiloh en 1983, provavelmente pertencente à pessoa mencionada em Jeremias 36:10.
- Inscrição da Casa de David e na Estela de Tel Dã:
  - A inscrição Consiste em três fragmentos: o primeiro e mais extenso foi descoberto em 1993 e os fragmentos menores em 1994.
- Óstraco Izbet Sartah:
  - Dois fragmentos encontrados numa escavação de 1976, com cinco linhas incisas de 80 a 83 letras (as leituras dos editores variam) onde a última linha corresponde a um abecedário.[69]
- Selo de Jaazaniah, servo do rei (ליאזניהו עבד המלך):
  - Encontrada no túmulo 19 em Tel en-Nasbeh (Mispá).
  - Possivelmente pertencente ao capitão do exército em Mispá, mencionado em II Reis 25: 23.
- O túmulo de Caifás descoberto em Jerusalém em 1990.
- Selo de Jehucal ben Shelemia ben Shobi (יהוכל בן שלמיהו בן שבי):
  - estampado em bula, encontrado nas escavações de Eilat Mazar num suposto palácio do Rei David em 2005. Provavelmente se refere ao mencionado relato do Livro de Jeremias 37,:3 e 38: 1[70]
- Os óstracos de Laquis:[71]
  - Textos encontrados em 1930, que descrevem acontecimentos do final do século VII a.C., pouco depois da conquista dos caldeus.
  - Carta No. 3 menciona uma advertência do profeta.
  - Carta No. 4 menciona Laquis e Azeca como os últimos lugares conquistados, tal como registra Jeremias 34:7.
  - Carta Nº 6 descreve uma conspiração descrita em Jeremias 38:19 e 39:9, utilizando uma fraseologia quase idêntica a Jeremias 38:4.
- As Talas de Laquis:[72]
  - No palácio de Senaqueribe em Nínive, descrevendo a conquista da cidade;
- Pim de peso:
  - Os primeiros pesos foram encontradas por R.A.S. Macalister en Gezer. Foram encontrados desde então, muitos outros;
- A Inscrição de Pôncio Pilatos[73] encontrada no teatro romano de Cesareia:
  - O prefeito da Judeia, Pôncio Pilatos, erigiu o Tibério em honra de Tibério César.
  - Texto atual da terceira linha da inscrição:[74]

- A conquista de Samaria por Sargão II da Assíria:
  - Inscrição (ANET 284) encontrada por Paul-Émile Botta e Dur Xarruquim no ano 1843: "sitiei e conquistei Samaria, deportei 27.290 habitantes desta. Reconstruí o melhor e estabeleci ali povos de outros países que eu mesmo conquistei." (II Reis 17: 23-24).[75]

«O Obelisco Negro». : ref stripmarker character in |outros= at position 2 (ajuda)

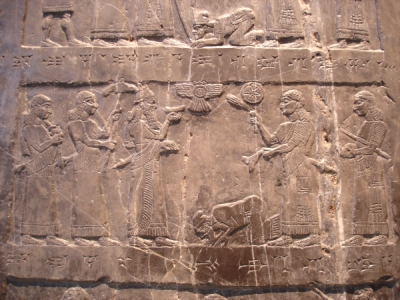
Jeú aos pés de Salmanasar III no Obelisco Negro

- - O Obelisco Negro de Salmaneser, em Acádia, alista Jeú, rei de Israel (c. 905–876 a.C.)) pagando tributo ao monarca assírio, numa escultura em relevo, descrito em II Reis cap.8-10.
- Selo de Bem Imer (ליהו [בן] אמר[?]).
  - Selo estampado em bula, encontrado em 27 de setembro de 2005, quando se analisaram cuidadosamente escombros provenientes do Monte do Templo em Jerusalém.
  - Possivelmente se relaciona com um sacerdote que serviu no Templo de Salomão segundo Jeremias 20:1.
- As Inscrições de Tiglate-Pileser III encontradas por A.H. Layard na antiga Nínive:
  - ANET 282: "Recebi o tributo de. Jehohaz Joacaz de Judá" (incidente não mencionado na Bíblia).
  - ANET 283: ". Quanto a Menaém eu derrotei,. pus Oseias como rei sobre eles". (perspectiva descrita em II Reis 15, 19 e 17:3).
- A Pedra de Zayit:[77]
  - Uma pedra calcária arredondada, a Pedra de Zaite é um pedregulho de calcário de 19 quilos, descoberto em 15 de Julho de 2005 durante uma escavação em Tel Zaite (Laquis), Israel. Possui uma inscrição em abecedário páleo-hebreu, junto com restos de diversas outras inscrições datado do século X a.C.[78]
- A Tabuleta de Nebo-Sarsequim:[79]
  - A Tabuleta de Nebo-Sarserquim é uma inscrição cuneiforme de argila (5,5 cm) que faz parte da coleção do Museu Britânico, cuja inscrição foi decifrada em 2007, e faz referência a um oficial[80] na corte de Nabucodonosor II, rei de Babilônia.

### Objetos de procedência conhecida, mas não proveem de escavações
Os seguintes objetos vêem de estudos do século XIX e coleções não documentadas cuja procedência não é relevante apesar da natureza genuína de seu conteúdo. Em outras palavras foram descobertos num tempo em que o conhecimento era limitado e não há razões para crer que tenham sido falsificados.
- Estela de Merneptá:
  - Contém a mais antiga referência egípcia sobre os israelitas na terra de Canaã;
- Os Papiros de Elefantina:
  - Datados do período persa de um arquivo duma comunidade judaica de Elefantina, Egito.
  - Um destes papiros, foi escrito em Jerusalém por Ananias que pode ser a pessoa mencionada em Neemias 7:2.
- A Inscrição Monolítica de Salmanáser III:
  - Encontrado por J.E. Taylor, cônsul britânico em Diyarbekir em 1861, na qual se mencionam "2000 carros, 10000 soldados de infantaria de Ahab o israelita" (incidente não mencionado na Biblia);«Inscrição de Nazaré». :[81] ref stripmarker character in |outros= at position 2 (ajuda)
  - Tábua de mármore com um edito de César proscrevendo a pena capital aos violadores de túmulos, datada do século I A Frohner Collection assegura que a adquiriu em Nazaré em 1878;
- A Pedra Moabita (Estela de Mexa):
  - Uma pedra de basalto, com uma inscrição sobre Mesa, Rei de Moabe encontrada em Dibane, Jordânia em 1868 e que menciona o rei israelita, Omri. Esta inscrição completa confirma o relato bíblico em II Reis 3:4-27. A estela teria sido feita, aproximadamente, por volta de 830 a.C. Nela também se encontram inscrições como um tributo a YHWH. É um documento de grande importância relativo ao estudo da linguística hebraica;[82]

- A Inscrição de Siloé:[83]

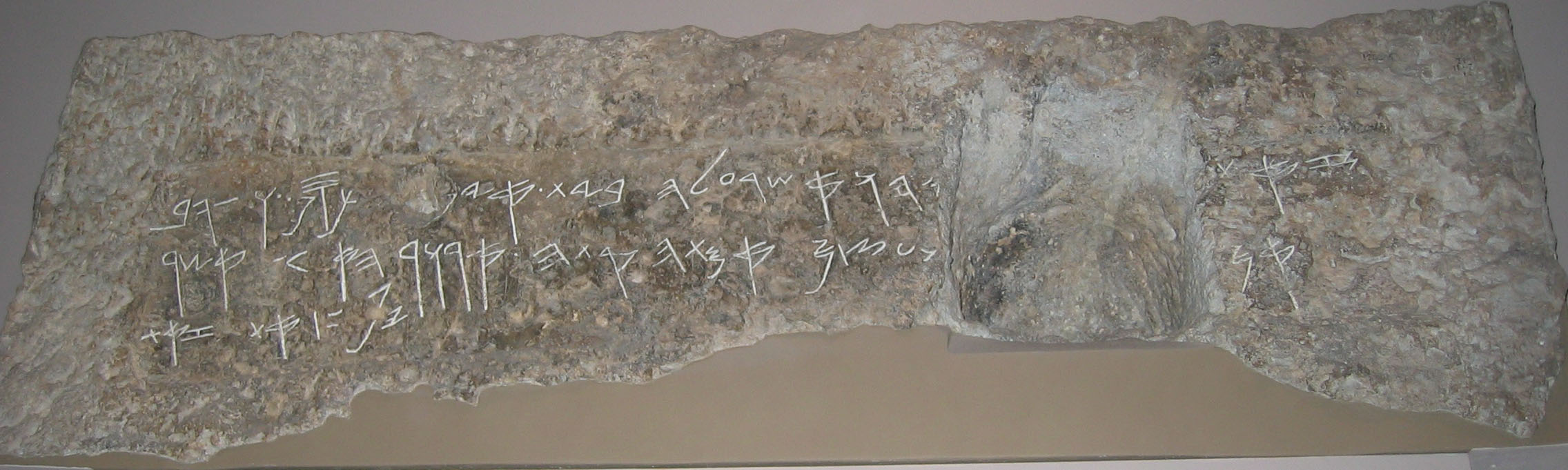
Inscrição de Siloé

Situada originalmente na saída do túnel de Ezequias, retirada de Jerusalém em 1880, a inscrição registra a construção do túnel no século VIII a.C.. Encontra-se entre os registros mais antigos escritos na língua hebraica
- Tumba de Tiago irmão de Jesus: Em 21 de outubro de 2002, foi anunciada a descoberta de uma tumba com a inscrição "Tiago, filho de José, irmão de Jesus", depois de muitos questionamentos, ela foi considerada autêntica, tanto a tumba como a inscrição. Segundo os especialistas André Lemaire da Sorbonne e Ada Yardeni, da Universidade Hebraica, a inscrição e a tumba são autênticas. Uma análise científica da inscrição foi feita pela Geological Survey oficial de Israel (GSI). Geólogos do GSI não encontraram nenhuma razão para questionar a autenticidade da inscrição.

### Objetos de procedência desconhecida, discutida ou reprovada
Os objetos na lista a seguir, em geral são de coleções privadas por meio de antigos mercados. Sua autenticidade é altamente controvertida e em alguns casos pode-se demonstrar sua falsidade:
- A Arca da Aliança:
  - A Igreja ortodoxa etíope em Aksum, Etiópia, assegura a posse. A tradição local sustenta que esta foi trazida a Etiópia por Menelik I depois de uma visita ao Rei Salomão;
- Objetos originários de "antiguidades" do traficante Oded Golan. Em dezembro de 2004 ele foi acusado pela polícia israelita, junto com outros cúmplices, por fraudar os seguintes objetos:
  - O túmulo de Joás de Judá (Jehoash) registrando restaurações no Templo de Jerusalém, suspeitas de terem sido talhadas em autênticas pedras antigas;
  - Várias óstracos mencionando o Templo e nomes bíblicos;
  - Um candelabro de pedra de sete braços com decorações do Templo;
  - Um selo de pedra com bordas de ouro, atribuído ao rei Manassés da Judeia;
  - Um prato de quartzo com uma inscrição na antiga língua egípcia indicando que o ministro de guerra do rei Shishek teria conquistado a antiga cidade de Megido;
  - Uma granada de marfim com uma inscrição que diz: "propriedade dos sacerdotes do Templo", gravada numa autêntica e antiga pedra de marfim;
  - Numerosas bulas incluindo algumas que mencionam figuras bíblicas como o rei Ezequias da Judeia, o escriba Baruque, e o profeta Isaías; Oded Golan e suas possíveis falsificações foram objeto de julgamento pela justiça de Israel mas foi absolvido em 2012[84].

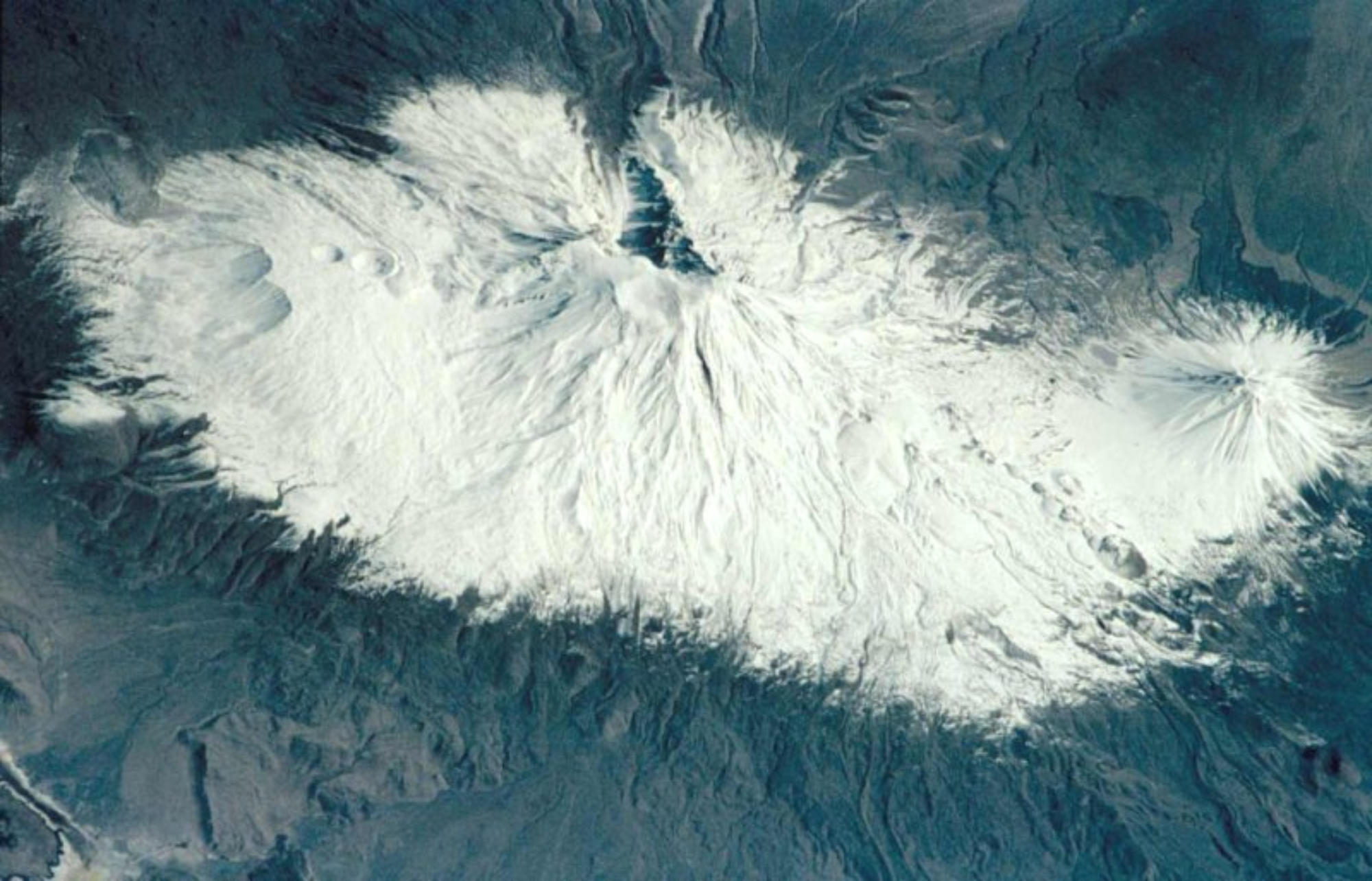
Monte Ararate (39°42′N, 44°17′E),-- imagem de satélite —-- O Estratovulcão, 5137 metros de altitude, promeminência 3611 metros. O pico principal no centro. Local de inúmeras buscas da Arca de Noé

- Restos da Arca de Noé teriam sido localizados por numerosos grupos de arqueólogos e indivíduos. Muitos estudiosos consideram que ditos achados pertencem a pseudo-arqueologia;
  - O arqueólogo amador Ron Wyatt assegurou ter localizado a Arca no último ponto onde esta teria repousado.[85] Desde sua morte tem sido aclamado por muitos religiosos. Muitas páginas da internet sobre o suposto achado tem surgido, e muitos têm acrescentado outras informações sobre tais descobrimentos;
  - Um grupo criacionista italiano, de nome La Narkas, é o mais recente dos numerosos grupos que asseguram conhecer o ponto exato da localização dos restos da Arca de Noé, sobre o Monte Ararate, fronteira entre Turquia e Armênia.[86]
  - No entanto, em 2004, uma expedição foi ao Monte Ararate, na Turquia, com a intenção de localizar a Arca. Amostras do lugar foram submetidas a prova por geólogos e cientistas nucleares. Um instituto oficial do governo da Nova Zelândia, encontrou o que se tratava de rochas vulcânicas e não madeira petrificada.
- O Sudário de Turim:[87]
  - Críticos asseguram que esta contém uma pintura de Jesus realizada na Idade Média. Outros sustentam que a imagem foi formada por um energético que obscureceu as fibras (tal como raios de luz no momento da ressurreição). Provas de radiocarbono o levam ao período da Idade Média, mas alguns analistas sugerem que as provas são errôneas devido a contaminações às quais as fibras teriam ficado expostas;
- O pilar de Jacó:
  - Por séculos esta rocha tem sido parte integrante da cerimônia de coroação de reis britânicos. Acredita-se que foi a rocha sobre a qual Jacó (depois chamado Israel), recebeu uma visão, e a fissura nesta mesma rocha, teria sido resultado dos golpes de Moisés, com o objetivo de tirar água da mesma;
- O antigo manto de Santa Verônica:[88]
  - Trata-se de uma tela com o rosto de um homem impresso. Alguns religiosos crêem que foi o pano utilizado por Verônica para limpar o rosto de Jesus na Via Dolorosa, caminho do Calvário. Os críticos, porém, dizem que se assemelha mais a uma pintura.

## Disciplinas relacionadas
Assim como todas as ciências, a arqueologia, no seu ramo de pesquisas bíblicas tem suas próprias especializações assim como seu trabalho interdisciplinar. A arqueologia bíblica tem como prioridade, o trabalho de equipe com disciplinas como a antropologia, a geologia e outras ciências que permitem ter-se una Ideia do mundo antigo. Outras disciplinas como a filosofia, a teologia, a exegese, a hermenêutica, servem-se dos resultados científicos da arqueologia.
Por exemplo, algumas vezes a Bíblia utiliza uma linguagem simbólica, menção que pertence ao plano estritamente teológico, e não necessariamente verificável. No entanto, a maioria das passagens bíblicas deverá ser verificável, e graças à arqueologia, tem-se achado uma explicação concreta para estas.
Por exemplo, junto com estudos de outros arqueólogos, em 1981 o professor John J. Bimson examinou a questão da destruição dos muros de Jericó. Atualmente, sabe-se, que o relato bíblico mencionado no Livro de Josué sobre a destruição de Jericó e a imigração israelita à Terra Prometida coincide com os estudos arqueológicos das ruínas escavadas, que puderam ser datadas ao mesmo período mencionado na Bíblia, em meados do século XV a.C.

### Papirologia

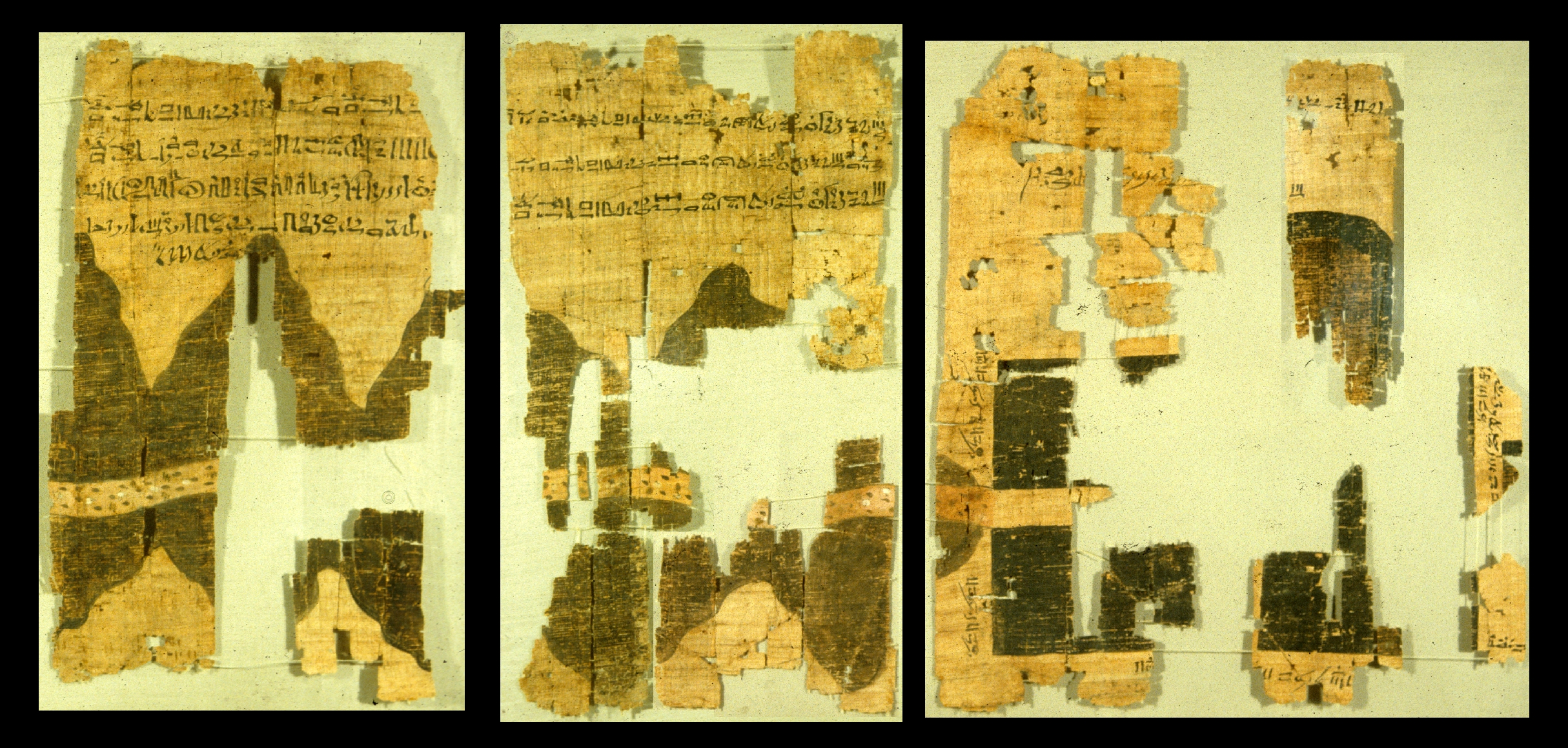
O Papiro de Turim, fragmentos de um antigo mapa de egípcio. Os papiros são os documentos mais antigos e as mais importantes provas da antiguidade e originalidade de um texto

A papirologia tem uma relação especial com a arqueologia em geral, sendo uma das maiores autoridades em terreno bíblico. Graças aos papirólogos e seu paciente labor de busca, reconstrução e investigação, tem sido possível determinar a datação de numerosos documentos antigos, e a originalidade ou não de seus autores.
Muitos dos livros bíblicos que são atualmente publicados em modernas imprensas ou por meios digitais, foram escritos inicialmente em rolos de papiro. Obviamente, a grande maioria desses originais se perdeu, e tem-se apenas cópias de cópias.
Qumrán, junto ao mar Morto, se converteu na principal fonte de papiros sobre os livros bíblicos canônicos e apócrifos. Perto de Qumrán há muitas cavernas onde foram encontrados cerca de 800 documentos que estavam guardados no interior de jarros de argila, sendo que 98 % deles referentes a temas religiosos, como livros bíblicos, e um papiro do Novo Testamento conhecido como (7Q5).
- Outros lugares que contribuíram por prover papiros antigos são os seguintes:
  - As genitzas de antigas sinagogas:
    - Genitza é um espaço onde se guardam livros antigos, que já não são utilizados pela comunidade, mas pelos quais não se perdeu o respeito pelo seu conteúdo. Esta tradição de respeito pelo material escrito como sagrado, tem permitido que tais documentos sejam conservados por séculos em tais lugares.

  - Os Mosteiros:[93]
    - Em 1975, foram descobertas, no Monte Sinai, debaixo do muro norte de S. Catarina, 47 caixas com ícones e pergaminhos. Entre esses havia mais de uma dúzia de folhas perdidas do Códice Sinaítico. Os mosteiros têm sido uma fonte valiosa para a conservação de manuscritos antigos.

Os papiros são normalmente identificados pelo nome do arqueólogo que o identificou, o sítio, ou numerações convencionadas pela especialidade da comunidade científica. Entre os papiros bíblicos mais célebres temos o Papiro P52 que corresponde a um texto do Evangelho de João (João 18:31-33;37;38), encontrado no Egito, e datado do ano 125 EC. O Papiro de Bodmer P66, P72-75 contém fragmentos dos livros de Lucas e João. O Papiro Chester Beatty, encontrado no Egito, contém textos da Tanaque em grego e está datado entre o século II e IV.

### Fragmentos de cerâmica e pergaminhos

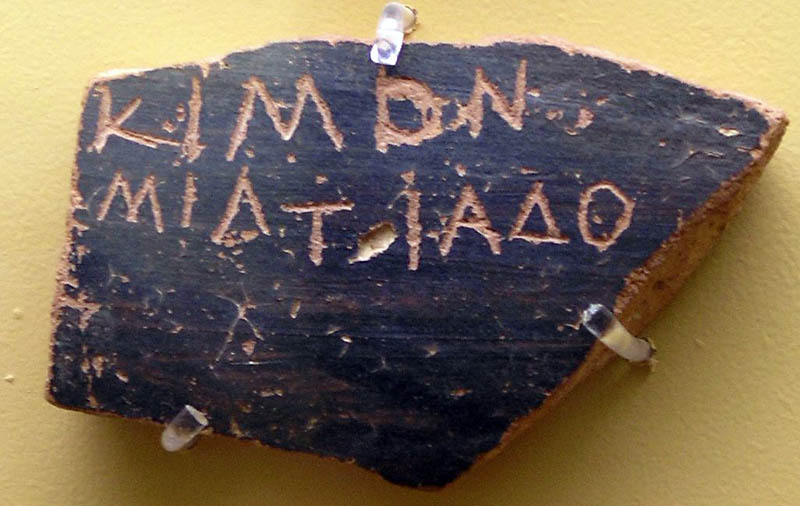
Óstraco de Cimon, mostrando seu nome, 486 ou Museu de Antiguidades em Atenas

De igual importância para a arqueologia é um óstraco, uma forma muito popular na antiguidade e usada como alternativa de escrita em papiro (planta que cresce no delta do Nilo e facilmente encontrada) e em pergaminho, que eram mais custosos. O uso destes pedaços de cerâmica contendo escrita, encontra-se em pinturas que revelam a cultura e a antropologia dos povos antigos.
Outro material muito buscado e apreciado pelos arqueólogos é o pergaminho, feito a partir da peles de animais, especialmente os domésticos. Foi em Pérgamo que esta técnica teve um grande florescimento, sendo esta a origem do seu nome, mas a verdadeira origem do pergaminho remonta a 1 500 a.C., mas sendo amplamente usado a partir de 190 a.C. Assim como sucedia com o papiro, o pergaminho era um material caro, restringido a quem tinha a capacidade de comprá-lo.

## Comentários de arqueólogos e historiadores
- George Ernest Wright:

"Neste campo, raras vezes podemos trabalhar com certezas. Antes, é necessário elaborar hipóteses, as quais sempre possuem maior ou menor grau de probabilidade. A verdade nelas baseia-se na habilidade dos arqueólogos de interpretar e conjugar uma variedade de dados discrepantes, mas, a qualquer momento, uma informação nova pode tornar necessário mudar determinada hipótese, ou fazer o perito expressá-la de modo um pouco diferente." — Shechem, The Biography of a Biblical City (Siquém, a Biografia Duma Cidade Bíblica), 1965, prefácio, p. xvi.(it-1 p. 611 Cronologia);
- J.K. Eakins num ensaio de 1977:

"O propósito da arqueologia bíblica é iluminar os textos bíblicos e seus conteúdos através da investigação arqueológica do mundo bíblico."
- Bryant G. Wood escreveu:

‘'"O propósito da arqueologia bíblica é aumentar nossa compreensão da Bíblia e por tanto, seu grande legado, do meu ponto de vista, tem sido a extraordinária iluminação do período da monarquia israelita".
- «I. Bradshaw». comentou numa declaração sobre a arqueologia bíblica:

"É universalmente aceite que o propósito da arqueologia bíblica não é provar a Bíblia, no entanto,. a arqueologia lança luz na história, e por isso é tão importante para os estudos bíblicos"
- William Dever, arqueólogo norte-americano professor de arqueologia do Oriente, contribuiu no artigo "Arqueologia" no The Anchor Bible Dictionary. O mesmo reitera sua percepção dos efeitos negativos da estreita relação que tem existido entre a arqueologia sírio-palestina e a arqueologia bíblica da Terra Santa, o que tem levado especialmente os arqueólogos estadunidenses que atuam neste campo, a se retirarem frente "à nova arqueologia processual, (dos anos 1970 e 80), antes que pudessem compreendê-la"[98] (p. 357). William Dever descobriu que a arqueologia sírio-Palestina tem sido tratada nos institutos estadunidenses como uma subdisciplina de estudos bíblicos. Esperava-se que os arqueólogos estadunidenses tratassem de "prover evidências históricas válidas dos episódios da tradição bíblica" nesta região. De acordo com Dever, "o mais ingênuo (sobre a arqueologia sírio-palestina), é que a razão e o propósito desta, seria simplesmente a de elucidar a Bíblia nas terras da Bíblia "[99] (p. 358).
  - William Dever, escreveu:

"Já faz uma geração que os arqueólogos bíblicos falam com confiança da "revolução arqueológica" de William F. Albright. Esta seguramente realizaria nossa compreensão e apreciação da Bíblia e sua mensagem atemporal — a qual foi pensada para ser absolutamente essencial a nossa querida condição cultural ocidental. A Bíblia e a "Cultura Ocidental" como foram concebidas anteriormente, lutam por suas vidas. A arqueologia moderna não só pode ajudar a confirmar a tradição antiga, mas pelo que parece, também trata de miná-la. Este é um segredo, bem guardado, dos arqueólogos profissionais. A "revolução arqueológica" em sua moderna critica, tem como objetivo trabalhar tanto o extremo cepticismo como a ingênua credulidade. Não se pode voltar ao tempo na qual a arqueologia presumia "provar a Bíblia". A arqueologia como se pratica na atualidade deve ter a capacidade de desafiar, e confirmar, os relatos bíblicos. Esta moderna arqueologia crítica, afirma que as narracões bíblicas sobre Abraão, Moisés, Josué e Salomão provavelmente refletem alguns personagens históricos que fizeram parte de povos e lugares passados, mas segundo eles, os "grandes personagens" da Bíblia seriam irreais e contraditos pelas evidências arqueológicas. Afirmam que alguns antecessores dos israelitas teriam escapado a escravidão do Egito, mas não teria ocorrido uma conquista militar de Canaã, e que muitos, senão quase todos os israelitas, nos tempos da monarquia, seriam politeístas. O monoteísmo teria sido apenas um ideal dos escritores bíblicos. Na verdade, a arqueologia não pode explicar o significado dos supostos eventos descritos na Bíblia. Essa é uma decisão inteiramente pessoal. A arqueologia não pode responder a esta pergunta. Esta só pode dar sua visão."(Dever, 2006)
- Biblical Archaeology Review:

"A evidência arqueológica, infelizmente, é fragmentária, e, portanto, limitada."
- Yohanan Aharoni, professor de Arqueologia, presidente do Departamento de Arqueologia e Estudos do Oriente e presidente do Instituto de Arqueologia da Universidade de Tel-Aviv, escreveu seis livros, e participou das descobertas da Caverna de Bar-Kochba, durante as escavações na região do Mar Vermelho, em 1953.[102]
  - Yohanan Aharoni explica:

"Quando se trata de interpretação histórica ou histórico-geográfica, o arqueólogo sai do domínio das ciências exatas, e precisa depender de critérios e hipóteses para chegar a um quadro histórico compreensivo. Sempre devemos lembrar, portanto, que nem todas as datas são absolutas e são em variados graus suspeitas".
- A Enciclopédia Arqueológica da Terra Santa cita o valor da arqueologia:

"A arqueologia provê uma amostra de antigas ferramentas e vasos, muros e prédios, armas e adornos. A maioria destes pode ser posta em ordem cronológica, e com segurança identificada com termos apropriados e contextos contidos na Bíblia. Neste sentido, a Bíblia preserva com exatidão, em forma escrita, seu antigo ambiente cultural. Os pormenores das histórias bíblicas não são o produto fantasioso da imaginação dum autor, mas, antes, são reflexos autênticos do mundo no qual ocorreram os eventos registrados, desde os mundanos até os miraculosos."
- William Foxwell Albright representava uma escola de pensamento quando escreveu:

"Tem havido um retorno geral ao apreço da exatidão da história religiosa de Israel, tanto no aspecto geral como nos pormenores factuais. […] Em suma, agora podemos novamente tratar a Bíblia do começo ao fim como documento autêntico de história religiosa." "Não é exagero enfatizar-se fortemente que, a bem dizer, não há nenhuma evidência, no antigo Oriente Próximo, de falsificação documentária ou literária."
- Historiador Will Durant:

"No entusiasmo de suas descobertas, a Alta Crítica tem aplicado ao Novo Testamento testes de autenticidade tão severos que por meio deles uma centena de antigas pessoas ilustres — e.g., Hamurabi, Davi, Sócrates — virariam lendas."

## Ver também

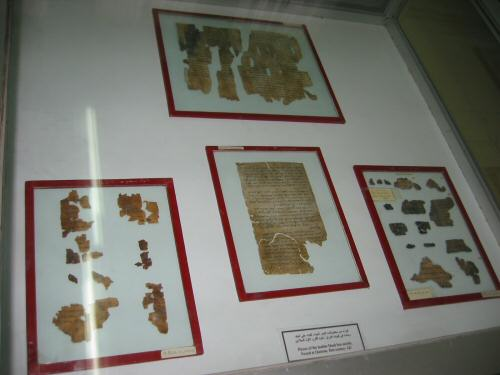
Fragmento dos Pergaminhos do Mar Morto, Museu Arqueológico de Ammán